# TMEM51
TMEM51 ‏ (Transmembrane protein 51) هوَ بروتين يُشَفر بواسطة جين TMEM51 في الإنسان.